# Giuseppe Maria Festa
Giuseppe Maria Festa (* 1771 in Trani; † 7. April 1839 in Neapel) war ein italienischer Violinvirtuose, Musikpädagoge, Komponist und Dirigent.

## Leben
Giuseppe Maria Festas Vater war der Geiger Vincenzo Festa, der auch Leiter des Orchesters des Teatro del Fondo in Neapel war. Zehn Jahre lang erhielt er von seinem Vater Unterricht. Später unterrichtete ihn Fedele Fenaroli im Kontrapunkt. Violinunterricht erhielt er von F. Mercier, Felice Giardini und Antonio Lolli. Danach wurde er Kapellmeister am Teatro San Carlo in Neapel, wo er 1793 als Dirigent debütierte. 1799 ging er gemeinsam mit anderen Instrumentalisten auf eine Konzertreise nach Konstantinopel. Seine Konzertreisen führten ihn auch in andere italienische und europäische Städte. In Mailand gastierte er an der Scala. 1802 wurde er Konzertmeister in Lodi. Ungefähr im selben Jahr ging er nach Paris, wo er vom Publikum und Rodolphe Kreutzer mit großem Lob aufgenommen wurde. 1805 kehrte er nach Neapel zurück, wo er 1806 Erster Geiger im Orchester des Teatro San Carlo wurde und darauf ständiger Dirigent des Orchesters wurde. Diese Funktion übte er bis zu seinem Tod 1839 aus. Kapellmeister war er zur gleichen Zeit bei der Königlichen Palastkapelle. So leitete er am 19. August 1819 im Beisein Ferdinand I. die Uraufführung der L’apoteosi d’Ercole, der ersten Oper Saverio Mercadantes. Er war nicht nur ein großer Geigenvirtuose und Geigenpädagoge als Professor am Konservatorium, sondern auch ein hervorragender Dirigent. Er entwickelte das Orchester des Teatro San Carlo zu einem der führenden Orchester Europas.
Seine Schwester Francesca Festa war eine bekannte Sängerin.

## Werke (Auswahl)
- Dev’esser una e son 4, Dramma giocoso in zwei Akten, uraufgeführt am Teatro Nuovo, 1827 (Digitalisat bei Internetnetculturale)
- Vecchio della Selva, Melodramma in zwei Akten, uraufgeführt am Teatro Nuovo, 1831 (Digitalisat bei Internetnetculturale)
- Acht Duette für zwei Violinen
- Fünf Duette für Violine, für das Collegio di musica della Pietà dei Turchini
- Drei Quartette für Violine
- Drei Streichquartette
- Romanze für Violine und Pianoforte
- Dixit Dominus  für vier Singstimmen und Orchester
- Messa (Digitalisat bei Internetnetculturale)
- Tantum ergo (Digitalisat der Kontrabassstimme bei Internetnetculturale, Digitalisat bei Internetnetculturale)